# Laufer Schlagturm

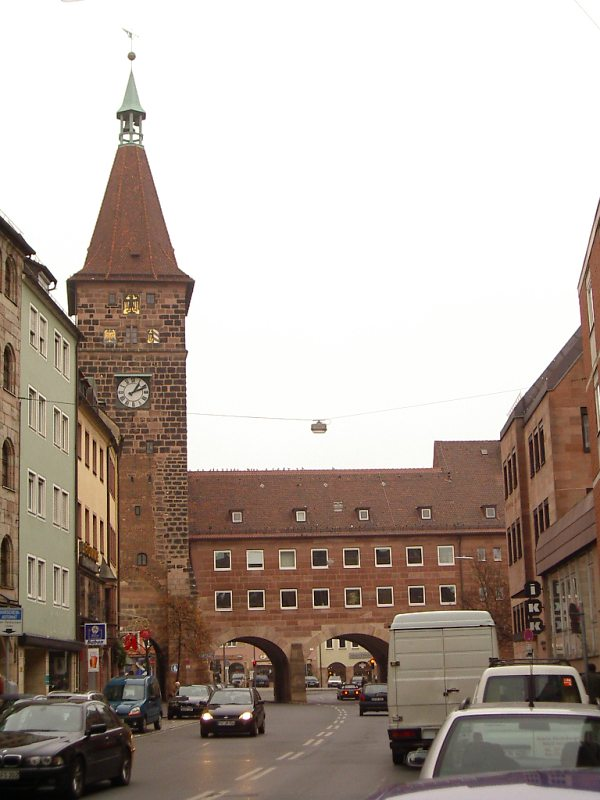
Laufer Schlagturm von Westen

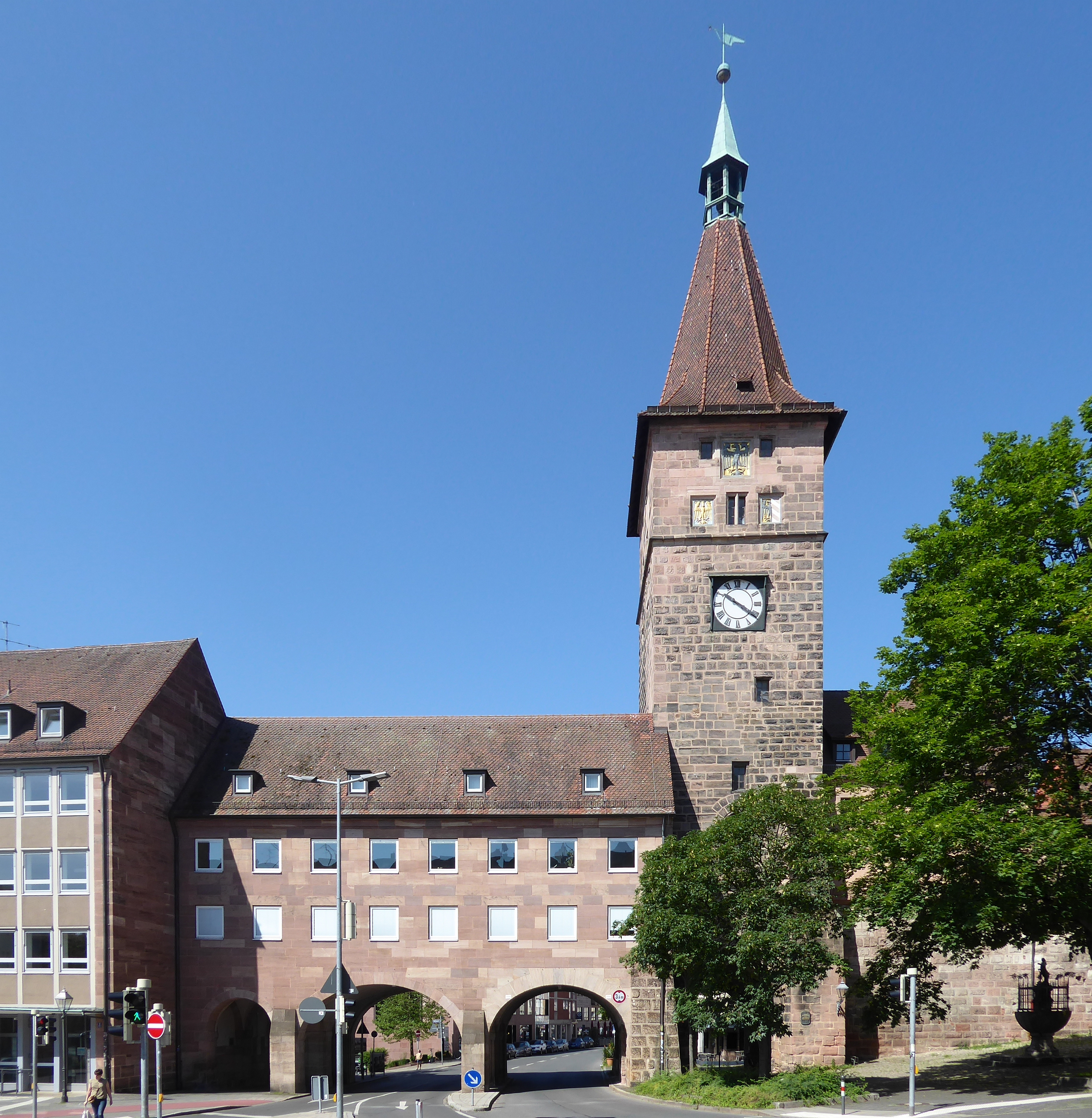
Laufer Schlagturm von Osten

Der Laufer Schlagturm ist ein Torturm der vorletzten Stadtbefestigung Nürnbergs.

## Geschichte
Der am inneren Laufer Platz gelegene Turm ist Bestandteil des Inneren Laufer Tores.
Die Bezeichnung stammt von der dort befindlichen Schlaguhr, die als Teil eines flächendeckenden Netzes von Schlaguhren die etwas komplizierte Nürnberger Uhr verkündete.
Bei dem Turm handelt es sich um einen Sandsteinquaderbau mit spitzbogiger Tordurchfahrt und Ausweichnischen. Er ist vermutlich ca. 1250 entstanden, während die beiden oberen Geschosse und die Verstärkungspfeiler erst 1508 angebracht wurden. Neben dem Weißen Turm und dem Schuldturm ist er einer der wenigen erhaltenen Türme seiner Epoche in Nürnberg. Nach dem Übergang der Reichsstadt zu Bayern gab es Abrisspläne, die aufgrund des Widerstandes der Nürnberger Bürger nicht ausgeführt wurden.
Nördlich des Turmes ist noch ein kurzes Stück der alten Stadtmauer zu sehen.